# Đáo hạn
Đáo hạn (maturity) hay ngày đáo hạn (maturity date) là ngày đến hạn thanh toán khoản vay (khoản nợ) hoặc công cụ tài chính khác, chẳng hạn như trái phiếu hoặc tiền gửi có kỳ hạn, tại thời điểm đó khoản tiền gốc (và tất cả các khoản lãi còn lại) đến hạn phải trả. Hầu hết các công cụ tài chính đều có ngày đáo hạn cố định là một ngày cụ thể mà công cụ đó đáo hạn (đến hạn/hết hạn). Đối với việc vay mượn hay gửi tiết kiệm đến kỳ cần thanh toán tại Ngân hàng thì ngày đáo hạn là ngày cuối cùng của tài khoản tiết kiệm được tính kể từ ngày bắt đầu làm sổ tiết kiệm tại ngân hàng. Đáo hạn ngân hàng là khi đến hạn vốn gốc, khách hàng phải hoàn trả vốn gốc đúng theo hợp đồng tín dụng (kỳ hạn vay, phân kỳ, số tiền gốc theo hợp đồng tín dụng). Khi khách hàng vay không thể trả vốn đúng hạn có thể sẽ bị giải chấp (định giá tài sản thế chấp và thanh lý tài sản theo thời hạn) và khi giải chấp, khoản nợ sẽ bị chuyển thành nợ quá hạn. 
Các công cụ tài chính bao gồm các khoản cho vay có lãi suất cố định và lãi suất thay đổi (ví dụ như lãi suất thả nổi) hoặc các công cụ nợ, trong tiếng Anh thì maturity date có ý nghĩa tương tự như "ngày chuộc lỗi" (Redemption date). Một số công cụ tài chính không có ngày đáo hạn cố định mà tiếp tục vô thời hạn (trừ khi việc hoàn trả được thỏa thuận giữa người đi vay và người cho vay vào một thời điểm nào đó) và có thể được gọi là cổ phiếu không kỳ hạn. Một số công cụ tài chính có biên độ phạm vi ngày đáo hạn có thể diễn ra (một khoảng thời gian), và những cổ phiếu đó thường có thể được hoàn trả bất kỳ lúc nào trong phạm vi thời gian đó, do người vay lựa chọn thời điểm để trả. Đáo hạn nối tiếp là khi tất cả các trái phiếu được phát hành cùng một lúc nhưng được chia thành nhiều loại khác nhau với ngày hoàn trả khác nhau, và chúng sẽ so le với nhau.